# إمارة باري
إمارة باري هي إمارة تكونت في مدينة باري بمقاطعة بوليا جنوب إيطاليا على أيدي المسلمين، واستمرت 25 عامًا من سنة 232 هـ/ 847 م وحتى 257 هـ/ 871 م، وحكمها ثلاثة أمراء هم خلفون ومفرق بن سلام وسودان الماوري. تعتبر الإمارة الأطول عمرا بين أماكن حكم المسلمين في جنوب إيطاليا، وإن كانت نظرة المسلمين المعاصرين لها بأنها ليست بذات الأهمية وقد تمت بواسطة أعداد بسيطة من المغامرين، ولم تحصل على أي دعم من القوى الإسلامية الأخرى، مع أن الحاكم الثاني قد أرسل إلى الخليفة العباسي عن طريق والي مصر بتثبيته واليًا على باري.

## النشأة
تعرضت باري للغزو للمرة الأولى سنة 840 أو 841 حسب كلام البلاذري. ثم استطاع القائد خلفون، وهو قائد عسكري من عشائر ربيعة قادم من صقلية أن يحاصر مدينة «باري»، إلا أن محاولة الاستيلاء على المدينة المحصنة لم تفلح في بداية الأمر. لكن وسط ضغط الحصار القوي، نفدت موارد المدينة واشتدت وطأة الجوع والحرمان على سكانها، إلى أن اكتشف المسلمون ثغرة في سورها، فدخل بها خلفون ومجموعة من جنوده وباغتوا الجنود اللومبارديين وهم نيام وفرضوا سيطرتهم على المدينة ونصب خلفون نفسه واليًا عليها.
امتدت تلك الإمارة الإسلامية في الفترة من سنة 232 هـ/ 847 م وحتى 257 هـ/ 871 م، حيث تعاقب عليها ثلاثة حكام المسلمين وهم: الأمير خلفون، وحكم في الفترة من سنة 232-237 هـ / 847-852 م، وتلاه الأمير مفرق بن سلام في الفترة من سنة 237-241 هـ/ 853-856 م، ثم الأمير سودان الماوري في الفترة من سنة 241-257/ 856-871م.

### حكم خلفون

مراحل الصراع العربي-البيزنطي في المتوسط ويري إمارتي باري وتارنتو في الجنوب الإيطالي

تفاوض خلفون مع ممثلي الطائفة المسيحية ليؤمن لهم في أنفسهم وأموالهم، وأن يحتفظوا بشرعيتهم وقضاتهم وحرية طقوسهم الدينية وأن تبقى كنائسهم حرمًا مصونة. ثم عمل الأمير الجديد على تقوية أسطول المسلمين وشرع في الاستيلاء على المدن والإمارات التي تجاور إمارة باري إلى أن سيطر على معظم مساحتها. إلا أن الخلافات بين العناصر الأربعة التي يتكون منها السكان، وهم العرب والأمازيغ والمسيحيين واليهود، والتي كانت الإمارة تحرص منذ البداية على ضمان ولائهم، ثم لم تلبث أن تفاقمت وخاصة بين العرب والأمازيغ. الأمر الذي أدى إلى مقتل (خلفون) وتولي (مفرق بن سلام) حكم الإمارة، ولم يعرف أحد كيفية وصوله إلى قيادة الحكم إلا أنه اشتهر بالتقوى، فبنى أول جامع كبير في وسط باري.

### مفرق بن سلام
وتولى الحكم بعد وفاة خلفون الأمير مفرق بن سلام الذي كان قائدًا عسكريًا محنكًا ينتمي للأغالبة، وقام بغزو المناطق المحيطة بإمارته مثل بينيفنتو ومملكة «تليزي» وإمارتي«سبوليتو» و«ساليرنو»، واستولى جنوده على الكثير من الغنائم، كما أنه تصالح مع بعض أعدائه من الأمراء على أن يدفعوا له الجزية، وأطلق أسرى المسلمين، وأصبحت إمارة «باري» في عهده مأوى للعديد من المسلمين الذين ازداد عددهم في المناطق الجنوبية من إيطاليا. وقد بنى أول جامع كبير في وسط باري، وتشير بعض المصادر الإيطالية إلى أن موقعه هو الكاتدرائية الحالية للمدينة والتي تقع وسط مركز المدينة التاريخي.
ولعل قصر عمر هذه الإمارة يرجع إلى تنوع تركيبتها السكانية، حيث تشكلت من العرب والبربر والمسيحيين واليهود الذين سرعان ما دبت الخلافات بينهم، خصوصًا بين العرب والبربر الذين قاموا بقتل الأمير مفرق ونصبوا مكانه سودان الماوري.

### سودان الماوري
حاول الحاكم الثالث والأخير من حكام باري سودان الماوري منذ البداية أن يظهر عدالته بعدم التفريق بين المجموعتين، وذلك من خلال توزيع المغانم والأراضي والمناصب المهمة بالتساوي بينهم. وعقد هدنة عسكرية مع جيرانه من المسيحيين، وقد غزا أراضي دوقية بينيفنتو، ورغم مساعدة الفرنجة له إلا أن الدوق أديلكي اضطر لدفع الجزية وإطلاق سراح الرهائن. وفي سنة 244 هـ/ 859 م استولى على مدن كابوا وكانوزا وليبوريا لتوسيع إمارته، وتوجه بعد ذلك إلى دوقية نابولي، إلا أن انتشار مرض الكوليرا لم يعطه فرصة للتقدم أكثر من ذلك وقد حاول الدوق لومبارت الأول مع تحالف قوي بمنع دخول سودان مدينة باري عند عودته ولكن بعد معركة قوية انتصر على التحالف وتمكن من دخول المدينة. في سنة 250هـ/ 864م استلم التنصيب الرسمي كوالي للمدينة من الخليفة المتوكل الذي كان قد طلبه سلفه. فزينت المدينة بعدد من الصروح والقصور منها مسجد دُرست فيه تعاليم الإسلام.

## السقوط
تمكنت إمارة باري من البقاء لفترة مكنتها من الدخول في علاقات مع جيرانها المسيحيين. ووفقا لكتاب «تاريخ ساليرنو» فإن السفراء (أو المندوب البابوي) إلى ساليرنو الذين يمكثون في قصر الأسقفية قد أبدوا الكثير من الاستياء من الأسقف. وقد كانت باري أيضا بمثابة ملجأ لعدد من المنافسين السياسيين للإمبراطور لودفيك الثاني، وأحدهم من دوقية سبوليتو فر إليها خلال التمرد. وقد كان لودفيك غير مرتاح من وجود دولة مسلمة بوسط إيطاليا، لذا ففي سنة 865 ولربما تحت ضغط الكنيسة أصدر قرارا يطالب المحاربين من شمال إيطاليا بالتجمع في لوسيرا في ربيع عام 866 للهجوم على باري. ولا يعرف من المصادر المعاصرة لتلك الفترة إن كانت تلك القوة قد توجهت إلى باري، ولكن الإمبراطور كان في صيف ذلك العام في جولة في كامبانيا مع الامبراطورة انجلبيرجا، وقد حثه أمراء لومبارد (بينيفينتو وساليرنو وكابوا) بقوة بالإسراع في الهجوم على باري.
وفي سنة 252 هـ/ 866 م، قاد الإمبراطور «لودفيك الثاني» تحالفاً مسيحيا ضم أمراء كل من «بينيفينتو» وأمير «سبوليتو» و«نابولي» لمحاصرة الإمارة، ولكنه لم ينجح في ذلك بسبب عدم امتلاكه أسطولًا بحريًا قويًا، الأمر الذي اضطره إلى الرجوع من حيث أتى، ولكنه لم يغيّر عزمه على الرغم من مرضه، فاستعان بجماعات من مسلمي الصقالبة وصربيا والقسطنطينية الذين حاصروا الإمارة مرة أخرى. وفي يوم الجمعة الثاني من شباط/فبراير سنة 871م الموافق 8 ربيع الأول 257 هـ، استطاع التحالف الكبير أن يقتحم أسوار «باري» بعد حصار دام أربع سنوات انتشرت فيها الأمراض وعانى سكانها نقص المؤن والعتاد.
ويذكر المؤرخ موسكا أن الإمبراطور لودفيك الثاني أمر بذبح كل الأسرى رجالًا ونساءً وأطفالًا، ولم ينج من المسلمين إلا السلطان نفسه.

## الآثار
وتعود أسباب انتهاء إمارة باري، إلى عدم تمكن حكام صقلية من دعمها في محنة حصارها، إضافة إلى ضعف الدولة العباسية في بغداد.
وأدخل المسلمون إلى باري كثيراً من عاداتهم وتقاليدهم الاجتماعية، كما أدخلوا فن العمارة ونظم الزراعة وحفر الترع وقنوات الري والنواعير المائية وإدخال العديد من المحاصيل الزراعية مثل القطن والأرز وقصب السكر والنخيل، والفخار فضلاً عن بناء المعالم الأثرية مقارنة بعمرها الزمني القصير.
وذكر المؤرخ الإيطالي جوزيه موسكا في مقدمة كتابه إمارة باري أن العديد من المؤرخين الإيطاليين تجاهلوا إلى حد كبير فترة الحكم العربي التي عاشتها هذه الإمارة، كما أن المدونات التاريخية المتوافرة حالياً تعتمد في معظمها على ما كتبه الرهبان بعد انتهاء الإمارة، إضافة إلى أنها اتصفت بالتحيز ضد المسلمين وعدم ذكر الطفرة الحضارية والعمرانية التي شهدتها إمارة باري خلال فترة حكمهم.

## تسلسل الحكم
- الأمير خلفون، وحكم في الفترة من سنة 847 إلى سنة 852م.
- الأمير مفرق بن سلام في الفترة من سنة 853 إلى سنة 856م.
- الأمير سودان الماوري في الفترة من سنة 856 إلى سنة 871م.

## طالع أيضًا
- إمارة صقلية
- إمارة بني كلب (صقلية)
- تاريخ الإسلام في جنوب إيطاليا
- أبو القاسم بن حمود
- أحمد الصقلي
- ريتشارد القايد